# Angry Monk
Angry Monk, reflections on Tibet is een Zwitserse film uit 2005 over het leven van de tegendraadse Tibetaans boeddhistische monnik Gendün Chöpel (1903-1951).
De film is onderbouwd met onderzoek door de tibetologen Tashi Tsering, directeur van het historisch onderzoekscentrum Amnye Machen-instituut, publicist en historicus Tsering Shakya en Yangdon Dhondup. Ook zijn mensen uit het leven van Gendün Chöpel geïnterviewd, zoals de 98-jarige schoolvriend Alak Yongtsin, de nu 85-jarige toenmalige reiskompaan Golok Jigme en de 75-jarige Thubten Wangpo die Chöpel op zijn 17e tegenkwam en zijn leven lang van invloed zou blijven.

## Verhaal
Gendün Chöpel kwam naar India en ontdekte dat de wereld buiten Tibet grote veranderingen onderging. Hij spiegelde het aan Tibet dat stagneerde omdat het aan oude waarden vasthield. Voetbal was in veel gebieden verboden, omdat lama's beweerden dat het hoofd van Boeddha eraf zou worden geschoten. Wanneer iemand iets nieuws deed, kon je ervan uitgaan dat het verboden zou worden.
In 1946 ging hij terug naar Tibet via de grenspost Kalimpong die naast Britse en Chinese veiligheidsagenten een nest was van radicale Tibetanen was die uit de smaak waren gevallen van de regering in Lhasa. Zij hadden in 1939 de Tibetaanse Revolutionaire Partij opgericht. Chöpel raakte hierbij betrokken en ontwierp een logo voor de partij: een sikkel gekruist met een zwaard. Het doel was de regering in Lhasa omver te werpen. Bij aankomst in Lhasa was de Tibetaanse regering al op de hoogte van zijn plannen en zette hem gevangen.
In 1949 werd hij bevrijd, maar overmand door wanhoop sloeg hij aan de fles. Toen de Chinezen Tibet binnenvielen in 1950-1, beschreef hij de gebeurtenis met 'nu zijn we verneukt'. Kort erna overleed hij.

## Rolverdeling
| Acteur           | Personage | Opmerkingen                                              |
| ---------------- | --------- | -------------------------------------------------------- |
| Gendün Chöpel    | zichzelf  | oud materiaal                                            |
| Jamyang Norbu    | zichzelf  | politiek essayist                                        |
| Hortsang Jigme   | zichzelf  | geschiedkundige                                          |
| Alak Yongtsin    | zichzelf  | oud-schoolvriend van Chöpel, 98 jaar oud                 |
| Tashi Tsering    | zichzelf  | tibetoloog                                               |
| Thupten Wangpo   | zichzelf  | had onvergetelijke ontmoeting met Chöpel toen hij 17 was |
| Thomas Sarbacher | verteller |                                                          |
| Loten Namling    | verteller |                                                          |
| Phil Hayes       | verteller |                                                          |

## Film op internet
- Boeddhistische Omroep Stichting